# 巴丢草
巴丢草（英語：Badiucao，1980年代约1986年—），中国流亡藝術家，现居澳大利亚。

## 个人经历

巴丢草作品之一——連儂牆旗

巴丢草于1980年代出生于上海，曾就读于华东政法大学。2009年赴澳大利亚從事幼兒教育。2011年，受甬台温铁路列车追尾事故启发，巴丢草开始绘制政治讽刺漫画。
2020年美國總統選舉期間，巴丟草說，競選連任的美國總統唐納·川普的人權紀錄劣跡斑斑，他拆散許多移民兒童與父母、對穆斯林施加歧視性禁令、默許白人至上主義肆虐，「所以他失去了我的支持，但這顯然不是中國、香港和台灣許多異議人士的主流立場」。巴丟草批評，王丹等異議人士支持川普，「這些傢伙是功利主義者，他們相信，如果川普對中共發起戰爭，那麼他就是他們的正確選擇」，「這種心態符合『美國優先』思想，在這種情況下，只要你的目標得到實現，就算其他人受苦也沒關係，而他們的目標就是推翻中共」。巴丟草諷刺王丹，「恭喜他坦克人蜕变成坦克啦啦队长」。
2021年11月，巴丟草於意大利布雷西亞市舉辦「中國（不）近了」（China is (not) near）展覽，內容譴責中國的政治壓迫以及對COVID-19疫情的資訊審查；中國駐意大利大使館曾施壓要求取消，但布雷西亞市長波諾（Emilio Del Bono）拒絕。